# Kotowka (obwód dniepropetrowski)
Kotowka (ukr. Котовка) – wieś na Ukrainie, w obwodzie dniepropetrowskim, w rejonie nowomoskowskim, w hromadzie Mahdałyniwka. W 2001 liczyła 2689 mieszkańców, spośród których 2543 wskazało jako ojczysty język ukraiński, 98 rosyjski, 8 mołdawski, 5 białoruski, 4 ormiański, 1 polski, a 30 inny.